# Copa de fútbol femenino de Alemania 2018-19
La Copa de fútbol femenino de Alemania 2018-19 fue la 39va temporada de la segunda competición más importante del fútbol femenino en Alemania luego de la Bundesliga Femenina.

## Resultados

### Primera ronda
El sorteo se realizó el 12 de julio y los partidos se jugaron el 12 de agosto de 2018.
| Equipo 1                | Resultado         | Equipo 2                   |
| ----------------------- | ----------------- | -------------------------- |
| Herforder SV            | 1–0               | FC Viktoria 1889 Berlin    |
| SV Henstedt-Ulzburg     | 6–0               | Fortuna Dresden            |
| Borussia Bocholt        | 0–2               | SV Meppen                  |
| DJK-VfL Billerbeck      | 1–4               | FSV Gütersloh              |
| TuS Schwachhausen       | 1–3               | BV Cloppenburg             |
| 1. FC Neubrandenburg 04 | 1–0               | FSV Babelsberg 74          |
| Holstein Kiel           | 0–4               | Jahn Calden                |
| Jahn Delmenhorst        | 9–0               | Bramfelder SV              |
| Hannover 96             | 4–2               | Blau-Weiss Hohen Neuendorf |
| Magdeburger FFC         | 2–5               | Arminia Bielefeld          |
| SG Andernach            | 2–4 (pro)         | 1. FC Saarbrücken          |
| VfL Sindelfingen        | 2–2 (pro) 4-5 (p) | SV Alberweiler             |
| TuS Wörrstadt           | 1–2               | SV Weinberg                |
| TSV Schott Mainz        | 1–3               | FC Forstern                |
| 1. FFC 08 Niederkirchen | 5–1               | SV Holzbach                |
| Karlsruher              | 1–3               | Hegauer FV                 |
| 1. FC Riegelsberg       | 0–6               | Hessen Wetzlar             |
| 1. FFV Erfurt           | 0–2               | Vorwärts Spoho Köln        |

### Segunda ronda
Los partidos se jugaron el 8 y 9 de septiembre de 2018. Los ocho mejores equipos de la Bundesliga de la temporada pasada se unen a los 24 ganadores de la ronda previa.
| Equipo 1                | Resultado | Equipo 2                 |
| ----------------------- | --------- | ------------------------ |
| Hannover 96             | 0–11      | VfL Wolfsburgo           |
| SV Alberweiler          | 0–4       | Bayer 04 Leverkusen      |
| Vorwärts Spoho Köln     | 0–12      | SC Freiburg              |
| SV Henstedt-Ulzburg     | 0–14      | SGS Essen                |
| Hessen Wetzlar          | 0–1       | 1. FFC Fráncfort         |
| 1. FFC 08 Niederkirchen | 1–3       | FC Forstern              |
| 1. FC Neubrandenburg 04 | 0–13      | MSV Duisburg             |
| Hegauer FV              | 0–5       | 1. FC Saarbrücken        |
| BV Cloppenburg          | 3–4       | Borussia Mönchengladbach |
| Jahn Calden             | 1–4       | SV Werder Bremen         |
| SV Meppen               | 0–6       | Turbine Potsdam          |
| Arminia Bielefeld       | 1–0       | FSV Gütersloh            |
| Jahn Delmenhorst        | 1–3       | Herforder SV             |
| FF USV Jena             | 0–3       | FC Bayern Múnich         |
| SV Weinberg             | 1–2 (pro) | SC Sand                  |
| 1. FC Colonia           | 0–5       | TSG 1899 Hoffenheim      |

### Octavos de final
Los partidos se jugaron el 17 y 18 de noviembre de 2018.
| Equipo 1          | Resultado | Equipo 2                 |
| ----------------- | --------- | ------------------------ |
| MSV Duisburgo     | 1–3       | 1. FFC Turbine Potsdam   |
| Bayern de Múnich  | 3–0       | SV Werder Bremen         |
| SC Sand           | 1–2 (pro) | TSG 1899 Hoffenheim      |
| 1. FC Saarbrücken | 2–3       | 1. FFC Fráncfort         |
| Arminia Bielefeld | 1–2       | Bayer 04 Leverkusen      |
| SGS Essen         | 0–4       | SC Friburgo              |
| FC Forstern       | 0–9       | VfL Wolfsburgo           |
| Herforder SV      | 0–3       | Borussia Mönchengladbach |

### Cuartos de final
Los partidos se jugaron el 12 y el 13 de marzo de 2019.
| Equipo 1                 | Resultado | Equipo 2               |
| ------------------------ | --------- | ---------------------- |
| Bayer 04 Leverkusen      | 1–7       | TSG 1899 Hoffenheim    |
| 1. FFC Fráncfort         | 1–3       | Bayern de Múnich       |
| Borussia Mönchengladbach | 1–6       | SC Friburgo            |
| VfL Wolfsburgo           | 4–0       | 1. FFC Turbine Potsdam |

### Semifinales
Los partidos se jugaron el 31 de marzo de 2019.
| Equipo 1            | Resultado | Equipo 2       |
| ------------------- | --------- | -------------- |
| TSG 1899 Hoffenheim | 0–2       | SC Friburgo    |
| Bayern de Múnich    | 0–4       | VfL Wolfsburgo |

### Final
La final se jugó el 1 de mayo de 2019 en el Estadio Rhein Energie en Colonia.
| 1 de mayo de 2019 17:15 | VfL Wolfsburgo | 1-0     | SC Friburgo | Estadio Rhein Energie, Colonia                            |                                                           |
|                         | Pajor 55'      | Reporte |             | Asistencia: 17.048 espectadores Árbitro(s): Susann Kunkel | Asistencia: 17.048 espectadores Árbitro(s): Susann Kunkel |

| Wolfsburgo | Freiburg |

| GK            | 1  | Almuth Schult            |  |       |
| RB            | 9  | Anna Blässe              |  |       |
| CB            | 4  | Nilla Fischer (C)        |  |       |
| CB            | 28 | Lena Goeßling            |  |       |
| LB            | 8  | Babett Peter             |  |       |
| CM            | 7  | Sara Björk Gunnarsdóttir |  |       |
| CM            | 11 | Alexandra Popp           |  |       |
| RW            | 26 | Caroline Hansen          |  |       |
| LW            | 3  | Zsanett Jakabfi          |  | 72'   |
| FW            | 22 | Pernille Harder          |  |       |
| FW            | 17 | Ewa Pajor                |  | 90+1' |
| Substitutes:  |    |                          |  |       |
| GK            | 27 | Mary Earps               |  |       |
| DF            | 16 | Noëlle Maritz            |  |       |
| MF            | 5  | Cláudia Neto             |  |       |
| MF            | 23 | Sara Doorsoun            |  |       |
| MF            | 30 | Ella Masar               |  | 90+1' |
| FW            | 19 | Kristine Minde           |  |       |
| FW            | 20 | Pia-Sophie Wolter        |  | 72'   |
| Manager:      |    |                          |  |       |
| Stephan Lerch |    |                          |  |       |

| GK           | 32 | Lena Nuding          |  |     |
| RB           | 7  | Giulia Gwinn         |  |     |
| CB           | 25 | Virginia Kirchberger |  |     |
| CB           | 23 | Desiree van Lunteren |  |     |
| LB           | 20 | Greta Stegemann      |  |     |
| CM           | 9  | Janina Minge         |  |     |
| CM           | 27 | Clara Schöne (C)     |  | 63' |
| RW           | 24 | Anja Hegenauer       |  | 73' |
| LW           | 13 | Sandra Starke        |  |     |
| FW           | 10 | Sharon Beck          |  |     |
| FW           | 21 | Klara Bühl           |  |     |
| Substitutes: |    |                      |  |     |
| GK           | 1  | Merle Frohms         |  |     |
| DF           | 2  | Lisa Karl            |  |     |
| MF           | 6  | Hikaru Naomoto       |  |     |
| MF           | 8  | Rebecca Knaak        |  | 63' |
| MF           | 15 | Marie Müller         |  |     |
| FW           | 18 | Stefanie Sanders     |  |     |
| FW           | 22 | Lena Lotzen          |  | 73' |
| Manager:     |    |                      |  |     |
| Jens Scheuer |    |                      |  |     |

| Árbitros asistentes: Marina Wozniak Sylvia Peters Cuarto árbitro: Mirka Derlin | Reglas del partido - 90 minutos. - 30 minutos de prórroga si es necesario. - Tanda de penaltis si el resultado sigue en empate. - Siete substitutos convocados. - Máximo de tres substituciones, con un cuarto permitido en la prórroga. |